# Эдмунд (король Восточной Англии)
Эдму́нд Мученик (англ. Edmund the Martyr; умер 20 ноября 869 года) был королём Восточной Англии с 855 года до своей смерти.
Известно немного фактов об Эдмунде, поскольку королевство Восточная Англия было опустошено викингами, которые уничтожили все свидетельства его правления. Монеты, отчеканенные Эдмундом, указывают на то, что он пришёл к власти после Этельверда, поскольку у них были одни и те же чеканщики монет. Считается, что он был рождён в Восточной Англии, но писатели XII века создали ложные свидетельства о его семье, престолонаследии и правлении. Смерть Эдмунда была упомянута в Англосаксонской хронике, в которой говорится, что он был убит в 869 году после того, как Великая языческая армия вторглась в Восточную Англию. Средневековые версии о смерти Эдмунда расходятся в том, погиб ли он в битве, сражаясь с Великой языческой армией, или же он встретил свою смерть после того, как попал в плен, а затем отказался отречься от Христа.
После смерти Эдмунда возник его культ, и он был канонизирован церковью. Серия монет, посвященных ему, была отчеканена в то время, когда Восточная Англия стала поглощённой Уэссексом в 918 году, а примерно в 986 году французский монах Аббон написал о его жизни и мученичестве.
В X веке останки Эдмунда были перевезены из неустановленного места в Восточной Англии в Беодрисворт (современный Бери-Сент-Эдмундс). В 1010 году они были временно перевезены в Лондон на хранение. Культ Эдмунда процветал в раннем и высоком Средневековье, и он и Эдуард Исповедник считались святыми-покровителями средневековой Англии, пока их не заменил святой Георгий в XV веке. Средневековые рукописи и произведения искусства, относящиеся к Эдмунду, включают Passio Sancti Eadmundi Аббона, Житие XV века Джона Лидгейта, Уилтонский диптих и ряд церковных настенных росписей.

## Король восточных англов

### Правление
Существование Эдмунда подтверждается монетами, отчеканенными его чеканщиками — Дуддой, Эдмундом и Твикгой. Они чеканили монеты для предшественника Эдмунда Этельверда, что позволяет предположить, что произошёл плавный переход власти. Самое раннее документальное упоминание об Эдмунде содержится в анналах Англосаксонской хроники за 870 год, составленных через 20 лет после его смерти. Согласно историку Сьюзен Ридьярд, Эдмунд родился около 841 года и вступил на престол Восточной Англии около 855 года. Из письменных источников ничего не известно о его жизни или правлении. Грабёж Восточной Англии, вызванный викингами, уничтожил все хартии, в которых, возможно, упоминался Эдмунд.
Эдмунд не может принадлежать ни к одной правящей династии. Французский монах X века Аббон Флёрийский утверждал, что Эдмунд был ex antiquorum Saxonum nobili prosapia oriundus, что, по словам Ридьярда, вероятно, было довольно многословным способом Аббона сказать, что он происходил из древней знати своей расы.
Во время правления Эдмунда чеканщики отчеканили множество различных монет. Буквы AN, обозначающие Англия, встречаются на монетах только Эдмунда и Этельстана, другого короля восточных англов IX века. AN появляется на монетах Эдмунда как часть фразы + EADMUND REX AN[GLORUM] (Эдмунд король англов). На более поздних монетах Эдмунда написано + EADMUND REX (Эдмунд король). В остальном хронология его монет не подтверждена.

### Смерть и погребение
В течение десятилетий после атаки викингов на Линдисфарн в 793 году, нападения на Англию были в основном набегами на изолированные монашеские общины. Согласно Бертинским анналам и Англосаксонской хронике, более масштабное нападение произошло примерно в 844 году. К концу десятилетия викинги начали зимовать в Англии. Ещё более многочисленное войско, известное летописцам Англосаксонской хроники как mycel heathen here (Великая языческая армия), появилось в 865 году. Три тысячи человек на сотнях кораблей прибыли на восточный берег Англии, вероятно, с баз в Ирландии. Первую зиму армия провела в Восточной Англии, прежде чем двинуться дальше, прибыв в Нортумбрию в 866/867 году. Великая языческая армия напала на Мерсию в конце 867 года и заключила с ней мир. Год спустя викинги вернулись в Восточную Англию.
Англосаксонская хроника, в которой, как правило, описывалось мало событий, касающихся восточных англов и их правителей, сообщает, что здесь армия пересекла Мерсию и вторглась в Восточную Англию и заняла зимние квартиры в Тетфорде; и той зимой король Эдмунд сражался с ними, и даны одержали победу и убили короля и завоевали всю землю. Где был убит Эдмунд и погиб ли он в бою или был убит данами впоследствии, неизвестно. Великая языческая армия вторглась в Уэссекс в конце 870 года, где им противостояли Этельред I и его брат, Альфред Великий.
Эдмунд был похоронен в деревянной часовне неподалёку от того места, где он был убит. По общему мнению историков, во времена правления Этельстана, который стал королем англосаксов в 924 году, тело Эдмунда было перевезено из Хэгелисдуна — местонахождение которого так и не было окончательно установлено — в Беодрисворт, ныне современный Бери-Сент-Эдмундс. В 925 году Этельстан основал религиозную общину, чтобы заботиться о святилище Эдмунда.

## Памятная чеканка
После смерти дана Гутрума, короля Восточной Англии, примерно в 890 году те же самые чеканщики, которые чеканили его монеты, начали выпускать деньги в память об Эдмунде. Монеты, дизайн которых был основан на монетах, выпущенных во время правления Эдмунда, являются самым ранним свидетельством того, что его почитали как святого. На всех выпущенных пенни и полпенни было написано SCE EADMVND REX (О святой Эдмунд король). У некоторых из них есть легенда, свидетельствующая о том, что викинги экспериментировали с их первоначальным дизайном.
Мемориальные монеты Святого Эдмунда были отчеканены в больших количествах группой из более чем 70 чеканшиков, многие из которых, по-видимому, были выходцами из континентальной Европы. Более 1800 экземпляров было найдено, когда Куэрдельский клад был обнаружен в Ланкашире в 1840 году. Эти монеты широко использовались в рамках Денло. В основном они были найдены на востоке Англии, но точное местонахождение любого из монетных дворов, откуда они были привезены, достоверно неизвестно, хотя учёные предположили, что они были изготовлены в Восточной Англии.

## Почитание

### Культ в Бери-Сент-Эдмундс
Культ Эдмунда пропагандировался и процветал, но пришёл в упадок, и производство монет Святого Эдмунда прекратилось примерно после 910 года. Святой больше не появлялся в литургических календарях с IX века до появления Passio Sancti Eadmundi Аббона Флёрийского три столетия спустя. В 1010 году останки Эдмунда были перевезены в Лондон, чтобы защитить их от викингов, где они хранились в течение трех лет, прежде чем были возвращены для захоронения.
Датский король Кнуд Великий, правивший Англией с 1016 года, принял христианство и сыграл важную роль в основании аббатства Бери-Сент-Эдмундс. Новая каменная церковь аббатства была достроена в 1032 году, возможно, по заказу Кнуда как раз к 16-й годовщине битвы при Ассандуне, которая состоялась 18 октября 1016 года. Святилище Эдмунда стало одним из самых известных и богатых мест для паломничества в Англии. Могущество аббатства возросло после того, как ему была передана юрисдикция над западной половиной графства Суффолк в результате создания в 1044 году ордена свободы святого Эдмунда, основанного Эдуардом Исповедником, а в 1095 году была построена более крупная церковь, в которую были перенесены мощи Эдмунда. После норманнского завоевания Англии в 1066 году аббат спланировал строительство более 300 новых домов из железной решетки в месте, расположенном недалеко от территории аббатства. В результате город увеличился более чем вдвое. Говорят, что король Иоанн Безземельный подарил святыне большой сапфир и драгоценный камень в золоте, которые было разрешено сохранить при условии, что они будут возвращены аббатству после его смерти.
Святилище Эдмунда было разрушено в 1539 году, во время английской реформации. Согласно письму, ныне хранящемуся в Коттоновской библиотеке Британской библиотеки, святыня была осквернена, а серебро и золото на сумму более 5000 марок было изъято. Аббат и его монахи были изгнаны, а аббатство распущено.

### Культ в Тулузе
В 1664 году адвокат из французского города Тулуза обнародовал заявление о том, что останки Эдмунда были вывезены из Бери будущим королем Франции Людовиком VIII после его поражения в битве при Линкольне в 1217 году. Затем мощи были переданы Людовиком в дар базилике Святого Сатурнина в Тулузе. Первой записью об этом является список реликвий Сен-Сернена, составленный примерно в 1425 году, в котором святой Эдмунд был включен в число церковных реликвий.
В 1644 году, после того как город был спасен от чумы, которая бушевала с 1628 по 1631 год и которую население отнесло к прославляемому церковными властями святому Аймунду, церковные власти решили, что Аймунд есть Эдмунд. Культ Эдмунда процветал там более двух столетий. Реликварий, спроектированный Жаном Шале, был сделан из серебра и украшен массивными серебряными статуэтками. В 1644 году реликвии были проверены и занесены в каталог для погребения в недавно достроенном святилище, к тому времени происхождение культа было забыто. Усыпальница Эдмунда была убрана в 1794 году во время Великой французской революции. Мощи святого были восстановлены в базилике Святого Сатурнина в 1845 году и помещены в новый реликварий.

### Реликвии в Арунделе
В 1901 году архиепископ Вестминстерский Герберт Вон получил определенные реликвии из базилики Святого Сатурнина. Мощи, которые в то время считались мощами святого Эдмунда, предназначались для главного алтаря лондонского Вестминстерского собора, который тогда находился в стадии строительства.
Король Эдмунд, против которого выступил Ивар, стоял в своем дворце и, помня о Спасителе, бросил свое оружие. Он хотел последовать примеру Христа, который запретил Петру побеждать жестоких евреев с помощью оружия. Смотрите! Тогда нечестивец связал Эдмунда и позорно оскорбил его, и избил розгами, а затем отвел благочестивого короля к крепкому живому дереву, и привязал его там крепкими путами, и избил кнутами. В промежутках между ударами хлыста Эдмунд воскликнул с истинной верой в Спасителя Христа. Из-за его веры, из-за того, что он призвал Христа на помощь, язычники пришли в неистовый гнев. Затем они выстрелили в него копьями, как будто это была игра, пока он не был полностью покрыт их снарядами, как щетиной ежа (точно так же, как был Святой Себастьян).
Когда Ивар нечестивый пират увидел, что благородный король не отрекается от Христа, но с непоколебимой верой призывает Его, он приказал обезглавить Эдмунда, и язычники так и сделали. В то время как Эдмунд все еще взывал ко Христу, язычники поволокли святого человека на смерть и одним ударом отрубили ему голову, и его душа счастливо отправилась ко Христу.
Принятие реликвий потребовало заступничества папы Льва XIII после первоначального отказа церкви во Франции. По прибытии в Англию они были размещены в часовне Фицалана в замке Арундел до их перевода в Вестминстер. Хотя их подлинность была подтверждена в 1874 году, когда два предмета были переданы Генри Мэннингу, архиепископу Вестминстерскому, Монтегю Джеймсом и Чарльзом Биггсом в The Times были высказаны сомнения по поводу подлинности реликвий. Реликвии оставались в Арунделе под опекой герцога Норфолкского, в то время как кардинал Воан и архиепископ Сен-Серненский Жермен создали историческую комиссию. По состоянию на 1993 год они остаются в Арунделе. В 1966 году три зуба из коллекции реликвий из Франции были переданы аббатству Дуэ в Беркшире.

### Празднование и атрибуты
День памяти Эдмунда, короля и мученика, в католической церкви отмечается 20 ноября. Его также поминают в Англиканской церкви, отмечая в этот день меньший праздник в году. Особыми атрибутами Эдмунда являются стрела и меч, поскольку он английский король, его атрибуты включают державу и скипетр. Согласно Оксфордскому словарю святых, его атрибутом также может быть волк.
Каменный крест в Хоксне в Суффолке отмечает одно из предполагаемых мест смерти Эдмунда. В памятнике записано, что он был построен на месте древнего дуба, который упал в 1848 году, и было обнаружено, что в его ствол воткнут наконечник стрелы. Около 55 приходских церквей Англиканской церкви посвящены Эдмунду, пожалуй, самой известной из них является церковь Святого Эдмунда, короля и мученика, на Ломбард-стрит в Лондонском сити. Бенедиктинская община аббатства Дуэ также использует Эдмунда в качестве своего покровителя.

## Средневековые жития и легенды

### Passio Sancti Eadmundi
Примерно в 986 году монахи аббатства Рамси поручили аббату Флери написать агиографию Эдмунда, или рассказ о его мученичестве. По словам Аббона, святой Дунстан, архиепископ Кентерберийский, был источником о мученичестве, которую он слышал задолго до этого, в присутствии Этельстана, от старика, который поклялся, что он был меченосцем Эдмунда.
По версии Аббон, король отказался встретиться с данами в бою, предпочтя умереть мученической смертью. По словам Ридьярда, мученичество Эдмунда не может быть доказано, а о его судьбе — погиб ли он в бою или был убит после битвы — нельзя узнать из Англосаксонской хроники. Ридьярд отмечает, что история о том, что у Эдмунда был оруженосец, подразумевает, что он был бы королем-воином, который был готов сражаться с викингами на поле боя, но она признает возможность того, что такие более поздние рассказы относятся к области агиографической фантазии.
Аббон назвал одного из убийц Эдмунда Хингуаром, которого, вероятно, можно отождествить с Иваром Бейнлауси (Иваром Бескостным), сыном Рагнара Лодброка. После описания ужасающих обстоятельств смерти Эдмунда агиография продолжается. Его отрубленная голова была выброшена в лес. Когда последователи Эдмунда искали его, выкрикивая: "Где ты, друг?" голова ответила: Her, her, her (Здесь! Здесь! Здесь!), пока, наконец, они не нашли его зажатым в лапах волка, защищенным от других животных и несъеденным. Затем последователи вернули голову.
Аббон не смог датировать эти события, связанные с переводом Эдмунда в Беодериксворт, хотя из его текста видно, что он полагал, что мощи были перевезены в Беодериксворт к тому времени, когда Теодред стал епископом Лондона примерно в 926 году. При эксгумации тела было обнаружено чудо. Все раны от стрел на неразложившемся трупе Эдмунда зажили, и его голова была прикреплена на место. Последний зарегистрированный осмотр тела во время пребывания в Бери-Сент-Эдмундс был проведен в 1198 году.
Аббон отметил сходство между смертями святого Себастьяна и святого Эдмунда: оба святых подверглись нападению лучников, хотя предполагается, что только Эдмунд был обезглавлен. Его смерть имеет некоторое сходство с участью, постигшей других святых: Дионисий Парижский был высечен кнутом и обезглавлен, а тело Марии Египетской, как говорили, охранял лев. Английский медиевист Антония Грансден описала агиографию Аббона как немногим более чем набор житийных банальностей и утверждает, что незнание Аббоном того, что на самом деле произошло с Эдмундом, привело бы к использованию аспектов жизни хорошо известных святых, таких как Себастьян и Дионисий, в качестве моделей для своих произведений. Грансден признала, что есть некоторые аспекты этой истории — такие, как появление волка, который охраняет голову Эдмунда, — которые не имеют точных параллелей в других произведениях.

### Чудеса святого Эдмунда
Герман, который был превосходным латинистом, написал ещё одну агиографию Эдмунда, Чудеса святого Эдмунда, в конце XI века. Его оригинальный текст не сохранился, но сокращенная версия является частью книги, датируемой примерно 1100 годом, выпущенной аббатством Бери-Сент-Эдмундс, которая состоит из Passio Sancti Eadmundi Аббона, за которым следует Житие Германа. Агиограф и музыкант Госцелин вскоре после этого выпустил переработанную версию Чудес святого Германа, которая была враждебна лично Герману. Обе версии напечатаны и переведены Томом Личнесом.

### Другие легенды
De Infantia Sancti Edmundi, вымышленная агиография XII века о ранней жизни Эдмунда, написанная английским каноником Джеффри Уэллсом, изображала его младшим сыном Алкмунда, саксонского короля германского происхождения. Алкмунд, возможно, никогда и не существовал. Вымышленное континентальное происхождение Эдмунда было позже подробно описано в XV веке поэтом Джоном Лидгейтом в его Житиях святых Эдмунда и Фремунда. Лидгейт рассказал о своем происхождении, рождении в Нюрнберге, усыновлении Оффой из Мерсии, назначении преемником короля и высадке в Олд-Ханстентоне на побережье Северного Норфолка, чтобы заявить права на своё королевство.
Говорили, что Эдмунд был коронован Гумбертом, епископом Элмхэма, 25 декабря 855 года в месте, известном как Бурна, возможно, Бурес Сент-Мэри в Суффолке. В то время Бурна функционировала как королевская столица. Биографические сведения об Эдмунде в Католической энциклопедии, опубликованной в 1913 году, включают, что он с самого начала показал себя образцовым правителем, стремящимся относиться ко всем с равной справедливостью и закрывающим уши льстецам и ненадежным доносчикам. Было написано, что он удалился на год в свою королевскую башню в Ханстентоне и выучил весь Псалтырь целиком, чтобы помнить его наизусть.
Возможно, Эдмунд был убит в Хоксне, в Суффолке. Его мученическая смерть упоминается в хартии, которая была написана, когда церковь и часовня в Хоксне были переданы Нориджскому монастырю в 1101 году. Данные о географических названиях использовались для того, чтобы связать название Хоксне с Хагелисдуном, названным Аббоном Флёрийским местом мученической смерти Эдмунда, но историк Питер Уорнер отвергает это свидетельство. Связь культа Эдмунда с деревней сохранилась и в наше время. Дернфорд в Кембриджшире и Брэдфилд Сент-Клэр (недалеко от Бери-Сент-Эдмундс) - другие возможные места, где Эдмунд принял мученическую смерть. В предисловии к Житин Лидгейта, в которой описывается знамя Эдмунда с изображением трёх корон на синем фоне, говорится, что короны символизируют мученичество, девственность и царствование Эдмунда.
Говорят, что древняя деревянная Гринстедская церковь в Эссексе была местом упокоения его тела по пути на похороны в 1013 году.

## Покровители
Эдмунд является святым покровителем пандемий, а также королей, римско-католической епархии Восточной Англии и аббатства Дуэ. У Англии никогда не было ни одного святого покровителя до периода Тюдоров. В Средние века считалось, что несколько святых тесно связаны с Англией и имеют национальное значение: Эдмунд, святой Григорий Великий, Святой Эдуард Исповедник, святой Томас Бекет и Георгий Победоносец. Из этих святых Эдмунд был наиболее неизменно популярен среди английских королей, хотя Эдуард III повысил значимость Георгия, когда связал его с орденом Подвязки.
В 2006 году ведущий радиостанции BBC Radio Suffolk Марк Мерфи и Дэвид Раффли, член парламента от Бери-Сент-Эдмундс, потерпели неудачу в своей кампании по восстановлению Эдмунда в качестве святого покровителя Англии. В 2013 году BBC News сообщила о новой кампании, начатой Мерфи и пивоварней Greene King, который базируется в Бери-Сент-Эдмундс, с целью восстановления святого Эдмунда в качестве покровителя Англии. Сторонники кампании выразили надежду, что петиция может быть использована для того, чтобы заставить парламент обсудить этот вопрос.

## В искусстве
Почитание Эдмунда на протяжении веков создало наследие из заслуживающих внимания произведений искусства. Иллюстрированная копия Passio Sancti Edmundi Аббата Флери, сделанная в Бери-Сент-Эдмундсе примерно в 1130 году, сейчас хранится в библиотеке Моргана в Нью-Йорке. Копия Жития Джона Лидгейта XV века, написанного для английского короля Генриха VI, хранится в Британской библиотеке. Уилтонский диптих был написан во время правления Ричарда II и является самым известным изображением Эдмунда в искусстве. Нарисованные на дубовых панелях, они изображают Эдмунда и Эдуарда Исповедника как королевских покровителей Англии, представляющих Ричарда Деве с младенцем. Поэт Джон Лидгейт (1370-1451), проживший всю свою жизнь в Бери-Сент-Эдмундсе, подарил своему двенадцатилетнему королю Англии Генриху VI длинную поэму, ныне известную как Метрические жития святых Эдмунда и Фремунда, когда Генрих приехал в город в 1433 году и пробыл в аббатстве четыре месяца. Сейчас книга хранится в Британской библиотеке в Лондоне. Мученичество Эдмунда изображено на нескольких средневековых настенных росписях, которые можно найти в церквях по всей Англии.

Святой фигурирует в романтической поэме Ательстон, автор которой, живший в XV веке, неизвестен. В кульминационной сцене поэмы Эдифф, сестра короля Англии Ательстона, рожает Эдмунда после прохождения ритуального испытания огнём.
- Святой Эдмунд (2011), Бери Сент-Эдмундс, пронзенный стрелами
- Брайан Уилан – Мученическая смерть святого Эдмунда, Собор Сент-Эдмундсбери
- Статуя, Солсберийский собор
- Уилтонский диптих
- Мученичество Эдмунда на настенной картине в Церкви Святого Андрея Первозванного, Сток-Драй, Ратленд
- Статуя святого у Церкви Святого Эдмунда, Саутуолд

.